# وات‌سنج فرودینامیکی
در  وات سنج فرودینامیکی هسته های آهنی کم اتلاف بکار می روند بنابراین چگالی شار و گشتاور عمل کننده افزایش می یابند در حالیکه صحت اندکی کاهش می یابد.
این ساختار امکان استفاده از مقیاس بزرگی تا °۲۷۰ می دهد و گشتاور انحراف دهنده ای می دهد که تقریباً با توان میانگین متناسب است.